# Цезальпиниевые
Цезальпи́ниевые (лат. Caesalpinioideae) — подсемейство растений большого семейства Бобовые (Fabaceae). Название образовано от названия типового рода подсемейства — Цезальпиния. Роды могут быть классифицированы в четыре трибы: Цезальпиниевые, Кассиевые, Багряниковые и Детариевые. Триба Багряниковые ранее иногда включалась в подсемейство Мотыльковые (Faboideae).

## Ботаническая характеристика
Цезальпиниевые представляют собой по большей части деревья, произрастающие во влажных тропиках. Исключение составляет род Кассия, включающий кустарники, полукустарники и травы.
Их цветки зигоморфны, но очень изменчивы. Цветки большей частью по виду схожи с мотыльковыми, но в бутоне верхний лепесток венчика (парус) лежит внутри, у мотыльковых же он располагается сверху.
Корневые клубеньки редки для этого подсемейства, и их структура примитивна.

## Хозяйственное значение и применение
В лекарственном отношении важен род Кассия. Медицинское применение имеет и ряд других представителей подсемейства: крупные южно-американские деревья из рода Копаифера дают лечебный копайский бальзам; из корней Krameria lappacea (родом из Южной Америки) получается практически нерастворимое красное вещество, называемое ратания, которое ранее использовали в стоматологии для лечения заболеваний полости рта. В медицине используют мякоть плодов тамаринда индийского и древесину кампешевого дерева (прежде были включены в Государственную фармакопею СССР).
Съедобные сладкие плоды даёт рожковое дерево, которое издавна культивируют. Семена этих «цареградских стручков» в нормально развитых бобах очень сходны по весу и употреблялись прежде в виде меры мелкого веса (карат).
Для декоративных целей разводят иудино дерево; для живых изгородей — гледичия трёхколючковая, кустарник с мощными ветвистыми колючками.
Ряд тропических деревьев даёт высокоценную древесину (цезальпиния и кампешевое дерево).

## ТрибаЦезальпиниевые(Caesalpinieae)
| - Acrocarpus Wight ex Arn. — Акрокарпус - Arapatiella Rizzini & A. Mattos - Arcoa Urb. - Balsamocarpon Clos - Batesia Spruce ex Benth. & Hook.f. - Burkea Hook. - Bussea Harms - Caesalpinia L. typus — Цезальпиния - Campsiandra Benth. - Cenostigma Tul. - Ceratonia L. - Chidlowia Hoyle - Colvillea Bojer - Conzattia Rose - Cordeauxia Hemsl. - Coulteria Kunth - Delonix Raf. - Dimorphandra Schott - Diptychandra Tul. | - Erythrophleum Afzel. ex R.Br. — Эритрофлеум - Erythrostemon Klotzsch - Gleditsia L. — Гледичия - Guilandina L. - Gymnocladus Lam. — Гимнокладус - Haematoxylum L.. Наиболее известный вид: Haematoxylum campechianum — Кампешевое дерево. - Heteroflorum M.Sousa - Hoffmannseggia Cav. - Jacqueshuberia Ducke - Lemuropisum H.Perrier - Libidibia (DC.) Schltdl. - Lophocarpinia Burkart - Melanoxylum Schott - Mezoneuron Desf. - Moldenhawera Schrad. - Mora Benth. - Moullava Adans. - Orphanodendron Barneby & J. W. Grimes - Pachyelasma Harms | - Parkinsonia L. (syn. Cercidium) - Peltophorum (Vogel) Benth. - Poincianella Britton & Rose - Pomaria Cav. - Pterogyne Tul. - Pterolobium R. Br. ex Wight & Arn. - Recordoxylon Ducke - Schizolobium Vogel - Stachyothyrsus Harms - Stahlia Bello - Stenodrepanum Harms - Stuhlmannia Taub. - Sympetalandra Stapf - Tachigali Aubl. - Tetrapterocarpon Humbert - Umtiza Sim - Vouacapoua Aubl. - Zuccagnia Cav. |

## ТрибаКассиевые(Cassieae)
| - Androcalymma Dwyer - Apuleia Mart. - Baudouinia Baill. - Cassia L. — Кассия - Chamaecrista Moench - Dialium L. - Dicorynia Benth. - Distemonanthus Benth. - Duparquetia Baill. - Eligmocarpus Capuron - Kalappia Kosterm. | - Koompassia Maingay ex Benth. — Компассия - Labichea Gaudich. ex DC. - Martiodendron Gleason - Mendoravia Capuron - Petalostylis R.Br. - Poeppigia C.Presl - Senna Mill. — Сенна - Storckiella Seem. - Uittienia Steenis - Zenia Chun |

## ТрибаБагряниковые(Cercideae)
- Adenolobus (Harv. ex Benth. & Hook.f.) Torre & Hillc.
- Bauhinia L. — Баугиния
- Brenierea Humbert
- Cercis L. — Церцис, или Багряник
- Griffonia Baill.
- Tylosema (Schweinf.) Torre & Hillc.

## ТрибаДетариевые(Detarieae)
Включает примерно 84 рода, распространённых преимущественно в Африке.
Можно отметить вид мопане (Colophospermum mopane) из рода Colophospermum — главный источник дров на юге Африки.
| - Afzelia Sm. — Афцелия - Amherstia Wall. - Anthonotha P.Beauv. - Aphanocalyx Oliv. - Augouardia Pellegr. - Baikiaea Benth. - Barnebydendron J.H.Kirkbr. - Berlinia Sol. ex Hook.f. - Bikinia Wieringa - Brachycylix (Harms) R.S.Cowan - Brachystegia Benth. - Brandzeia Baill. - Brodriguesia R.S.Cowan - Brownea Jacq. - Browneopsis Huber - Colophospermum Kirk ex J.Leonard — Мопане - Copaifera L. — Копаифера - Crudia Schreb. - Cryptosepalum Benth. - Cynometra L. - Daniellia Benn. - Detarium Juss. typus - Dicymbe Spruce ex Benth. & Hook.f. - Didelotia Baill. - Ecuadendron D.A.Neill - Elizabetha R.H.Schomb. ex Benth. - Endertia Steenis & de Wit - Englerodendron Harms | - Eperua Aubl. - Eurypetalum Harms - Gilbertiodendron J.Leonard - Gilletiodendron Vermoesen - Goniorrhachis Taub. - Gossweilerodendron Harms - Guibourtia Benn. - Hardwickia Roxb. - Heterostemon Desf. - Humboldtia Vahl - Hylodendron Taub. - Hymenaea L. - Hymenostegia (Benth.) Harms - Icuria Wieringa - Intsia Thouars - Isoberlinia Craib & Stapf ex Holland - Julbernardia Pellegr. - Kingiodendron Harms - Lebruniodendron J.Leonard - Leonardoxa Aubrev. - Leucostegane Prain - Librevillea Hoyle - Loesenera Harms - Lysidice Hance - Macrolobium Schreb. - Maniltoa Scheff. - Michelsonia Hauman - Micklethwaitia G.P.Lewis & Schrire | - Microberlinia A.Chev. - Neoapaloxylon Rauschert - Neochevalierodendron J.Leonard - Normandiodendron J.Leonard - Oddoniodendron De Wild. - Oxystigma Harms - Paloue Aubl. - Paloveopsis R.S.Cowan - Paramacrolobium J.Leonard - Pellegriniodendron J.Leonard - Peltogyne Vogel - Plagiosiphon Harms - Polystemonanthus Harms - Prioria Griseb. - Pseudomacrolobium Hauman - Pseudosindora Symington - Saraca L. - Schotia Jacq. - Scorodophloeus Harms - Sindora Miq. - Sindoropsis J.Leonard - Stemonocoleus Harms - Talbotiella Baker f. - Tamarindus L. — Тамаринд - Tessmannia Harms - Tetraberlinia (Harms) Hauman - Zenkerella Taub. |

## Галерея

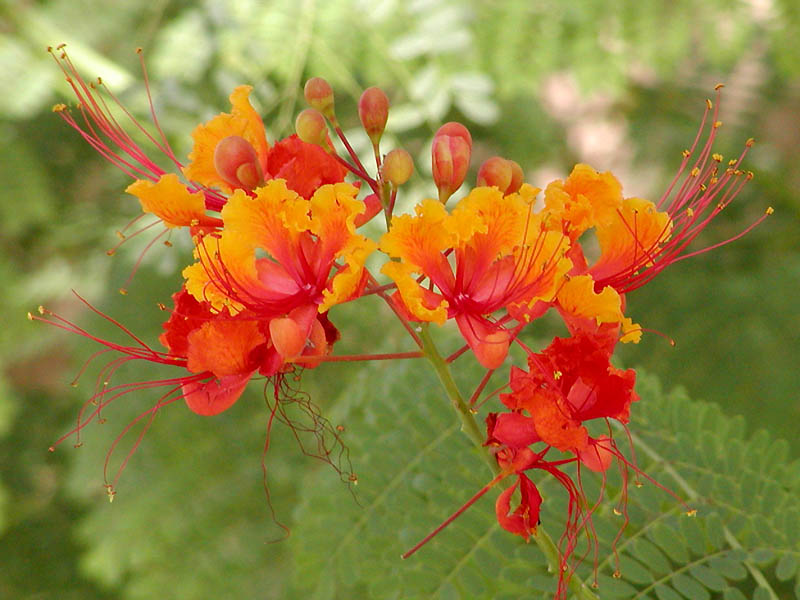
Caesalpinia pulcherrima
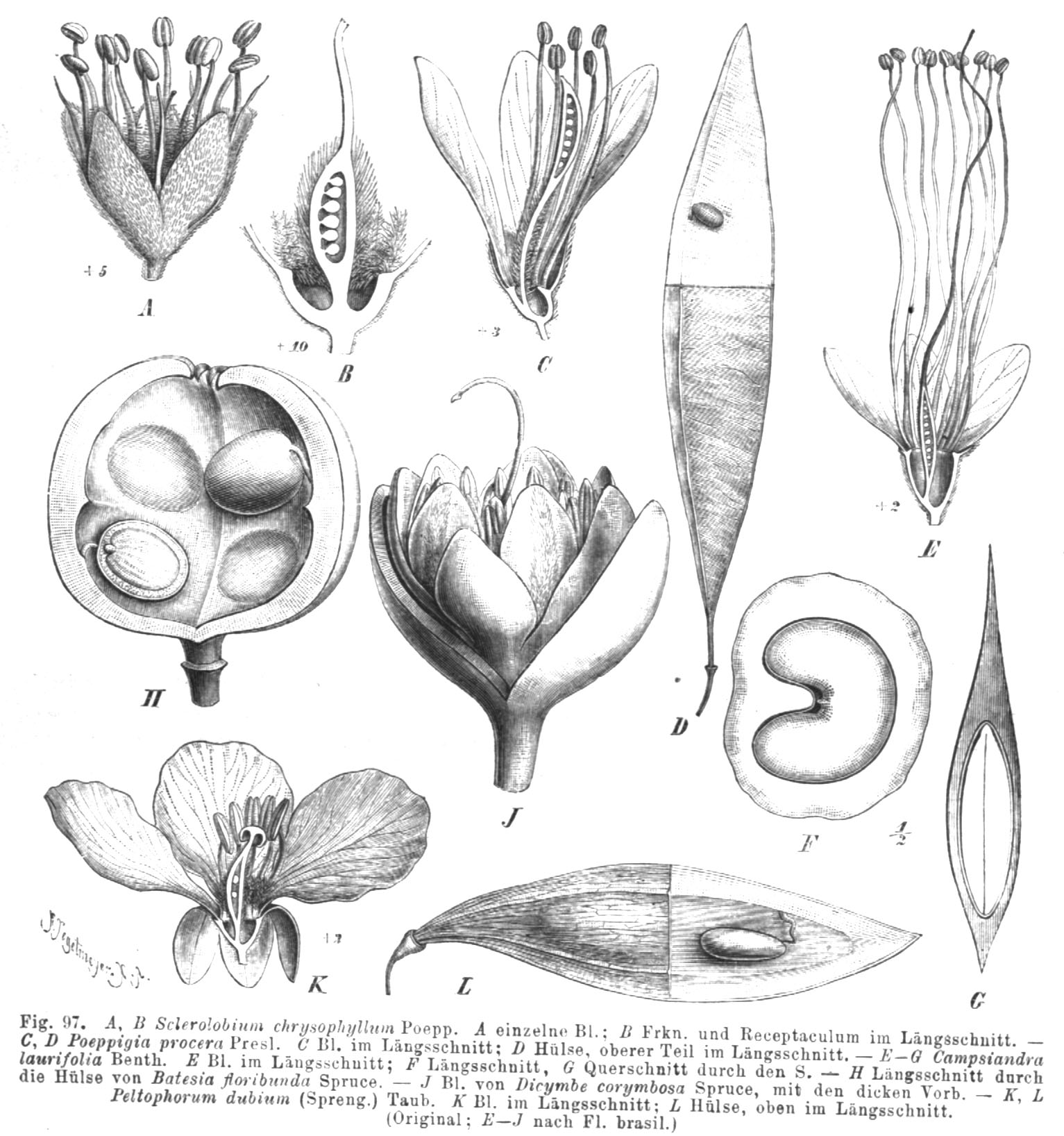
Caesalpinioideae
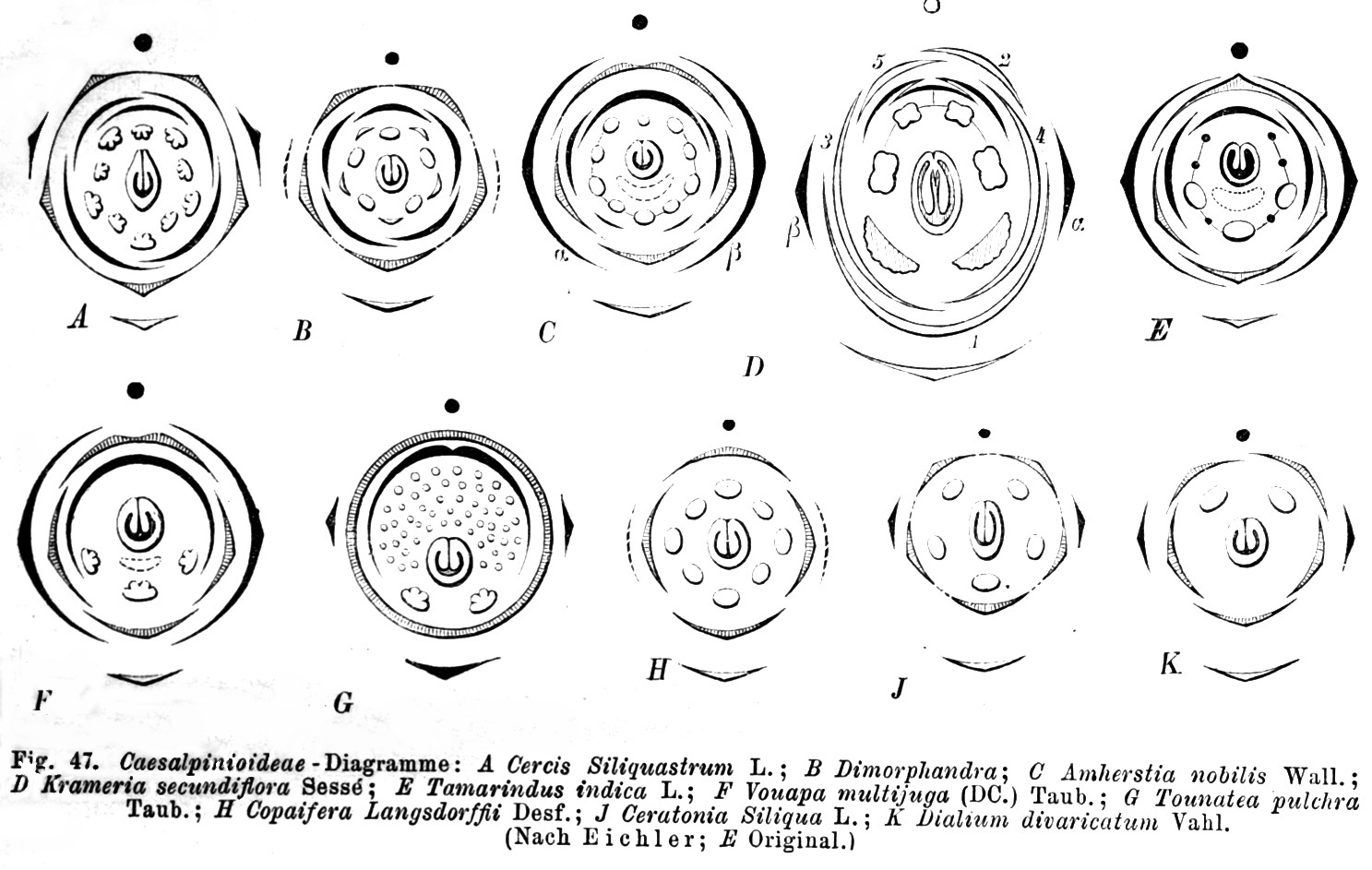
Диаграмма цветка некоторых Caesalpinioideae, исключая трибу Cercideae
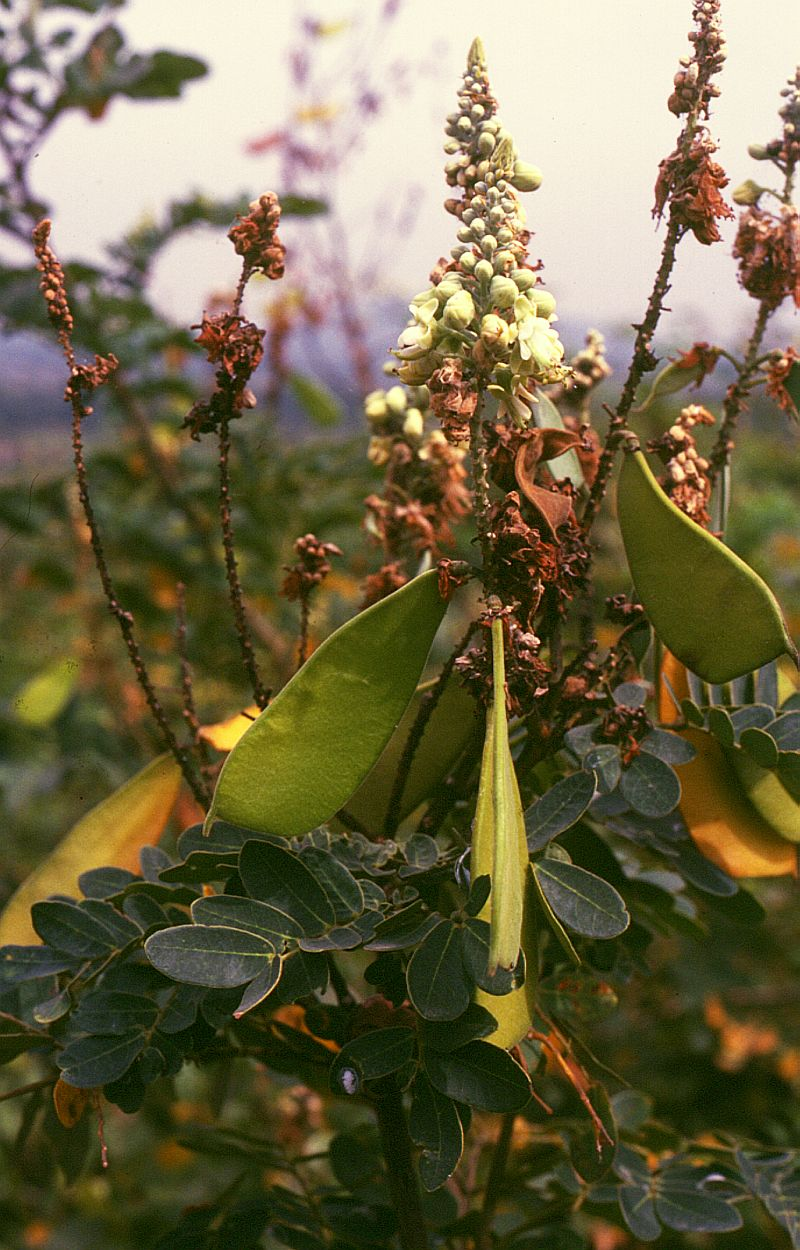
Перистые листья, стручки и соцветия Caesalpinia godefroyana
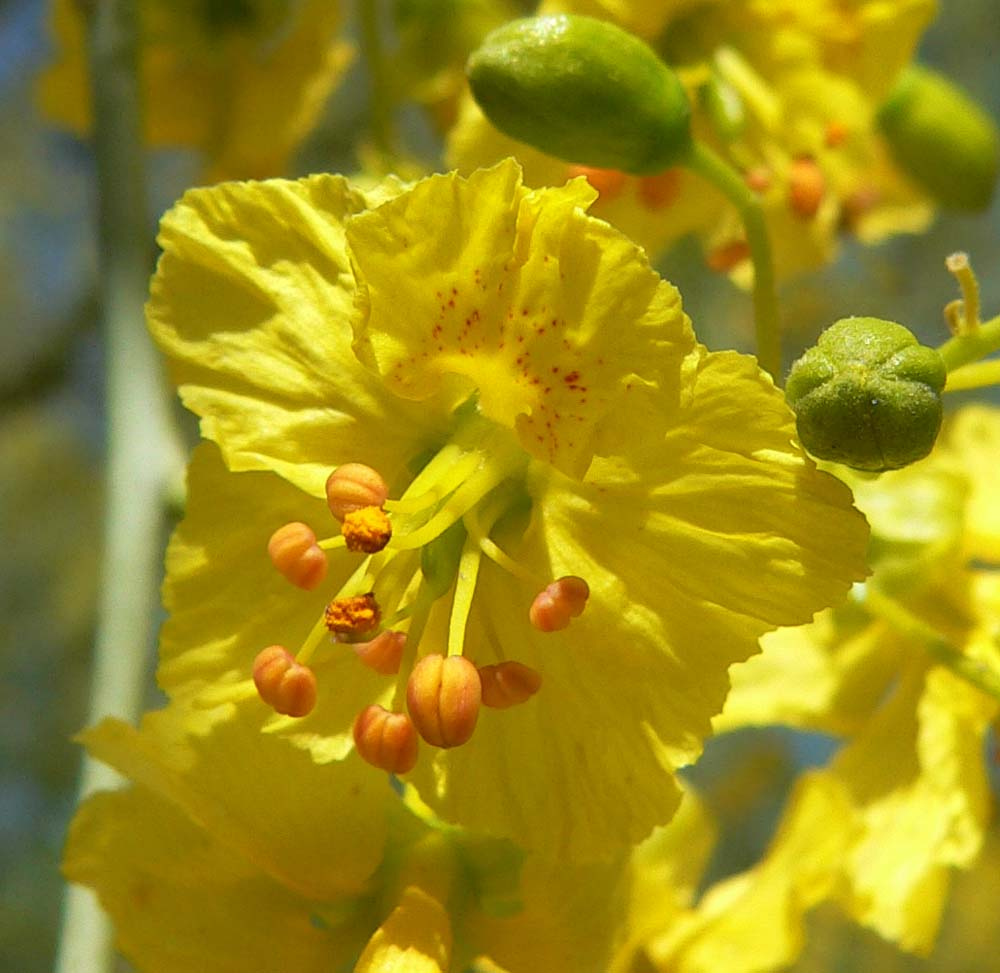
Цветы Parkinsonia florida
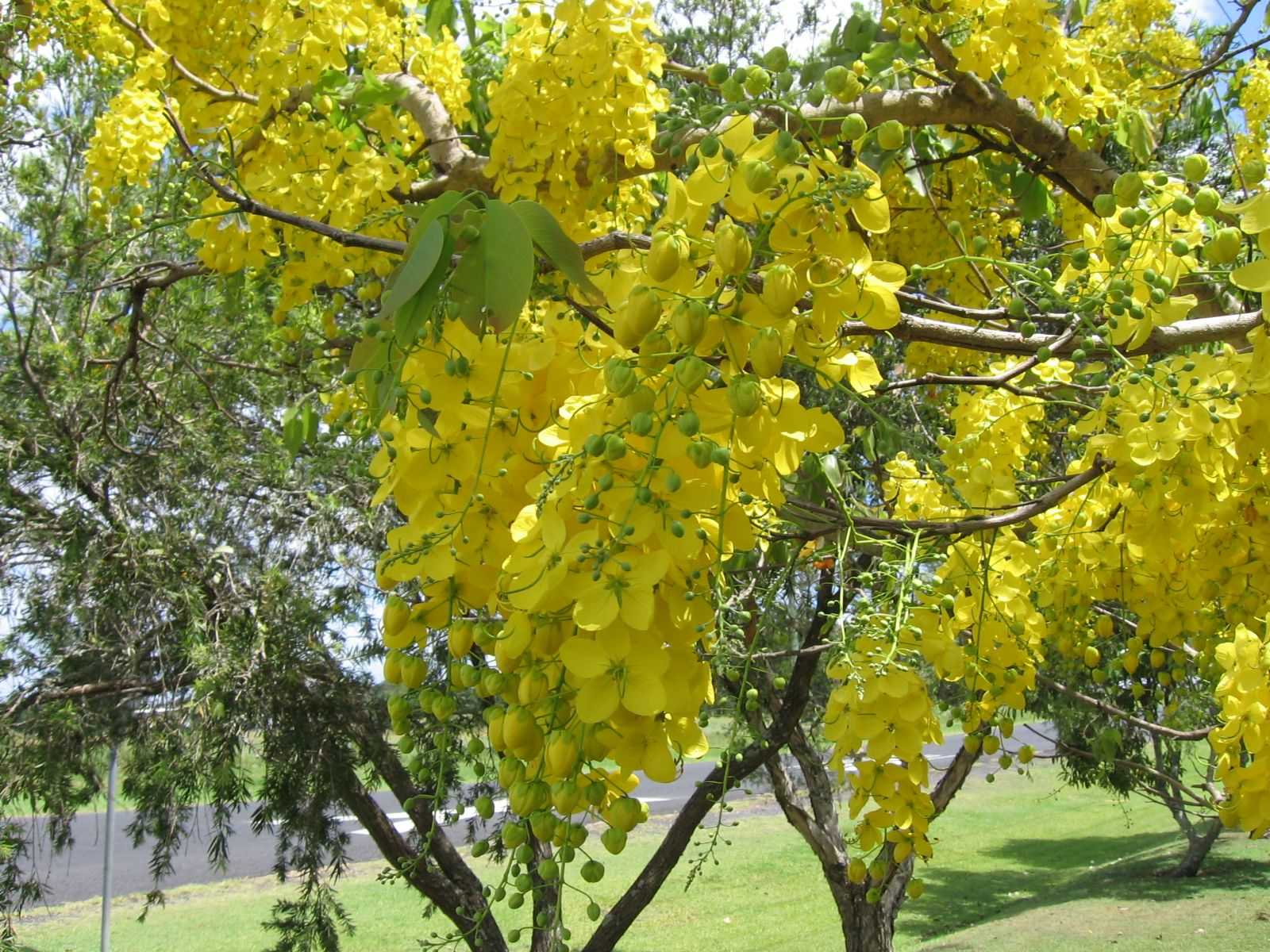
Габитус и соцветия Cassia fistula
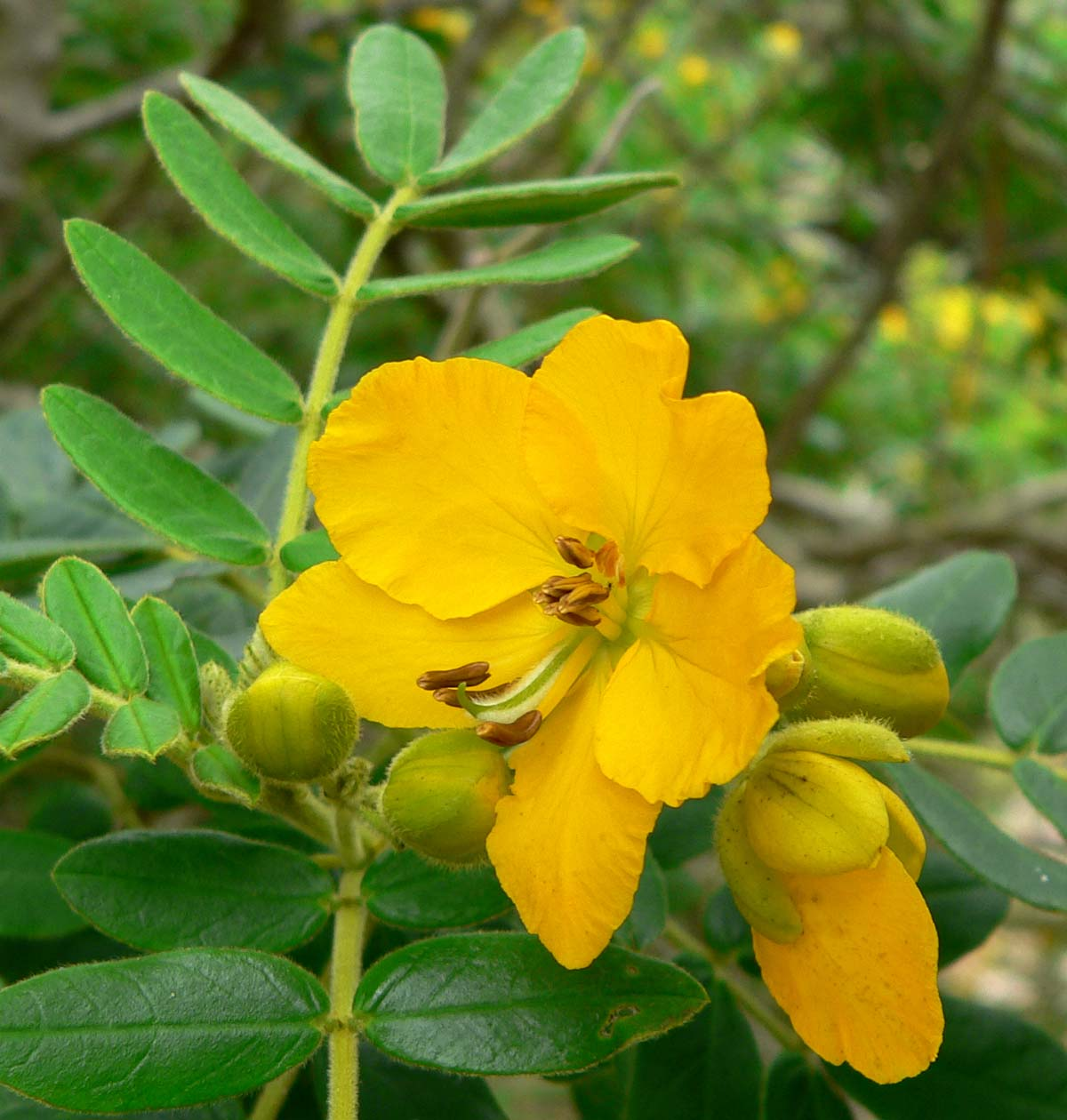
Простые перистые листья и цветы Senna multiglandulosa
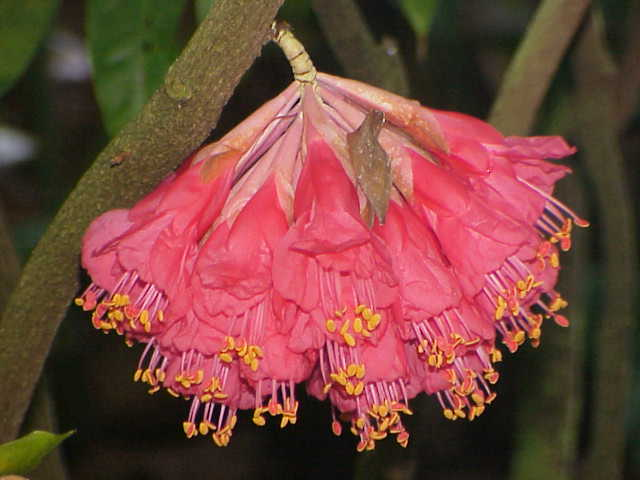
Brownea ariza, соцветие
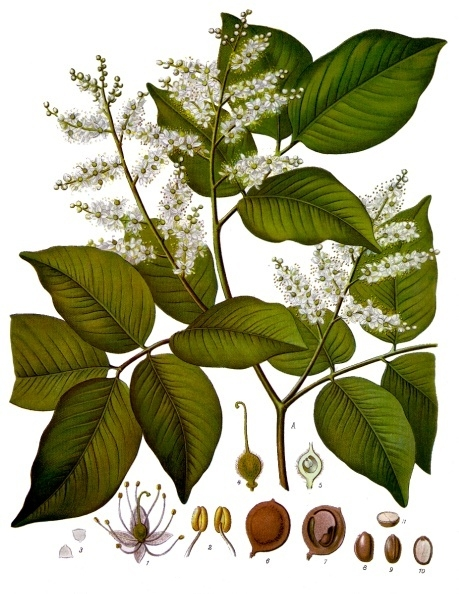
Copaifera officinalis
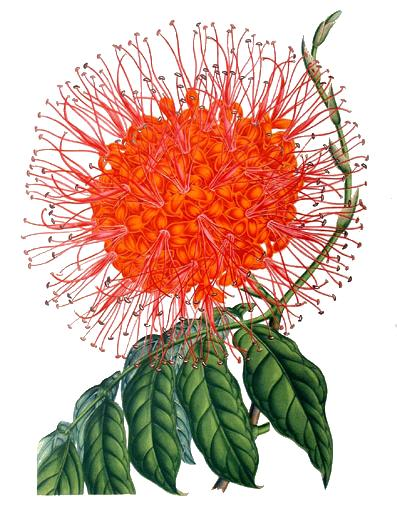
Saraca indica